# محسن يوسفي
محسن يوسفي هو لاعب كرة قدم إيراني في مركز الوسط، ولد في 26 مايو 1954 في إيران. شارك مع منتخب إيران لكرة القدم. أما مع النوادي، فقد لعب مع نادي راه آهن.

## وصلات خارجية
- محسن يوسفي على موقع قاعدة بيانات كرة القدم.إي يو (الإنجليزية)
- محسن يوسفي على موقع ناشيونال فوتبول تيمز (الإنجليزية)